# Hellsau
Hellsau is een gemeente en plaats in het Zwitserse kanton Bern, en maakt deel uit van het district Emmental.
Hellsau telt 191 inwoners.